# Иванов, Леонид Леонидович
Леонид Леонидович Иванов (бел. Леанід Леанідавіч Іваноў; 14 октября 1940, Могилев, Белорусская ССР, СССР — 1 сентября 2009) — советский и белорусский музыкант и дирижер, педагог, доцент. Народный артист Беларуси (2008).

## Биография
Леонид Иванов родился 14 октября 1940 года в Могилеве. Учился в школе №7 г. Могилева. В 1955 году, после окончания 7-ми учебных классов и 3-ох классов музыкальной школы, поступил в Могилевское музыкальное училище имени Н.А. Римского-Корсакова по классу баяна, которое окончил в 1959 году. После окончания музыкального училища до 1964 года учился в Минске в Белорусской государственной консерватории, где занимался по дирижированию в классе белорусского дирижера Иосифа Абрамиса. Во времена учёбы в училище и консерватории принимает активное участие в студенческой общественной жизни, творческой и спортивной работе.
Леонид Леонидович успевал совмещать учёбу с преподавательской деятельностью. Он работал учителем пения в школе № 9 г. Могилёва и в Минской школе-интернате № 4, преподавателем по классу баяна в музыкальной школе № 1 г. Могилева. В средней школе № 34 г. Минска создал детский оркестр баянов и аккордеонов, который в 1963 году стал победителем Республиканского смотра самодеятельности. После окончания консерватории вернулся на родину, в Могилев, где начал работать в Могилевском музыкальном училище преподавателем по классу баяна, оркестрового дирижирования и руководителем студенческого оркестра народных инструментов. В 1971 году оркестр был удостоен чести выступить в Москве на ВДНХ СССР с концертной  программой. В 1996 году был назначен заместителем директора по учебной работе, в 1973 году — директором. Как написано на сайте могилевской областной филармонии, «высокий профессионализм, требовательность, принципиальность, творческий подход к делу и большая работоспособность стали основанием для назначения Иванова Леонида Леонидовича». В качестве директора училища проработал до июня 1998. С 1964 по 1995 года Леонид руководит оркестром народных инструментов Могилевского музыкального училища.
С 1990 по 2009 года занимал должность декана педагогического факультета – филиала УО «Белорусская государственная академия музыки» в Могилеве. В 2000 году Могилёвский областной исполнительный комитет присвоил Леониду Иванову звание «Человек года». В 2003 году за многолетнюю плодотворную педагогическую и музыкально-просветительскую деятельность, значительный личный вклад в отечественную культуру Л.Л.Иванову присвоено звание Почетного гражданина города Могилева.
С 2005 года — профессор Белорусской академии музыки. За свою педагогическую деятельность он сумел привить любовь к музыке большому количеству республиканским музыкантам. Среди его учеников есть руководители и дирижеры государственных музыкальных коллективов, народные и заслуженные артисты, профессора, заведующие кафедрами, исполнители, известные не только в Белоруссии, но и в России.
Был делегатом XXVIII съезда КПБ (1976), участником съезда депутатов Совета депутатов Республики Беларусь (2000), делегатом II Всебелорусского народного собрания (2001). Лауреат специальной премии президента Республики Беларусь Александра Лукашенко в номинации «Музыкальное искусство».
Умер 1 сентября 2009 года.

## Память
14 октября 2011 в Могилеве на Пашковском кладбище был открыт мемориал в честь Леонида Леонидовича.
После ухода из жизни маэстро оркестру народных инструментов было присвоено имя Леонида Иванова.